# Christian Lundeberg
Christian Lundeberg (14 tháng 7 năm 1842 – 10 tháng 11 năm 1911) là chính trị gia người Thụy Điển, giữ chức Thủ tướng Thụy Điển từ 2 tháng 8 đến 7 tháng 11 năm 1905.